# Крутая (приток Вагая)
Крутая — река в России, протекает по Омутинскому району Тюменской области. Устье реки находится в 539 км по правому берегу реки Вагай. Длина реки составляет 16 км.
В 7 км по правому берегу впадает река Отножка.

## Данные водного реестра
По данным государственного водного реестра России относится к Иртышскому бассейновому округу, водохозяйственный участок реки — Иртыш от впадения реки Ишим до впадения реки Тобол, речной подбассейн реки — бассейны притоков Иртыша от Ишима до Тобола. Речной бассейн реки — Иртыш.
Код объекта в государственном водном реестре — 14010400112115300012472.